# Kiklop
Kiklopi so v grški mitologiji velikani z enim očesom na sredi čela.
So sinovi Urana in Gee; Zevsu so kovali strele.